# Bal Bullier
Le bal Bullier était une salle de bal créée par François Bullier au milieu du XIXe siècle à Paris, qui a fermé définitivement ses portes en 1940. 

## Situation
Il était situé 31 avenue de l'Observatoire (actuel 31, avenue Georges-Bernanos) dans le quartier du Val-de-Grâce du 5e arrondissement de Paris, à l'emplacement de l'actuel Centre sportif universitaire Jean-Sarrailh du CROUS de Paris.

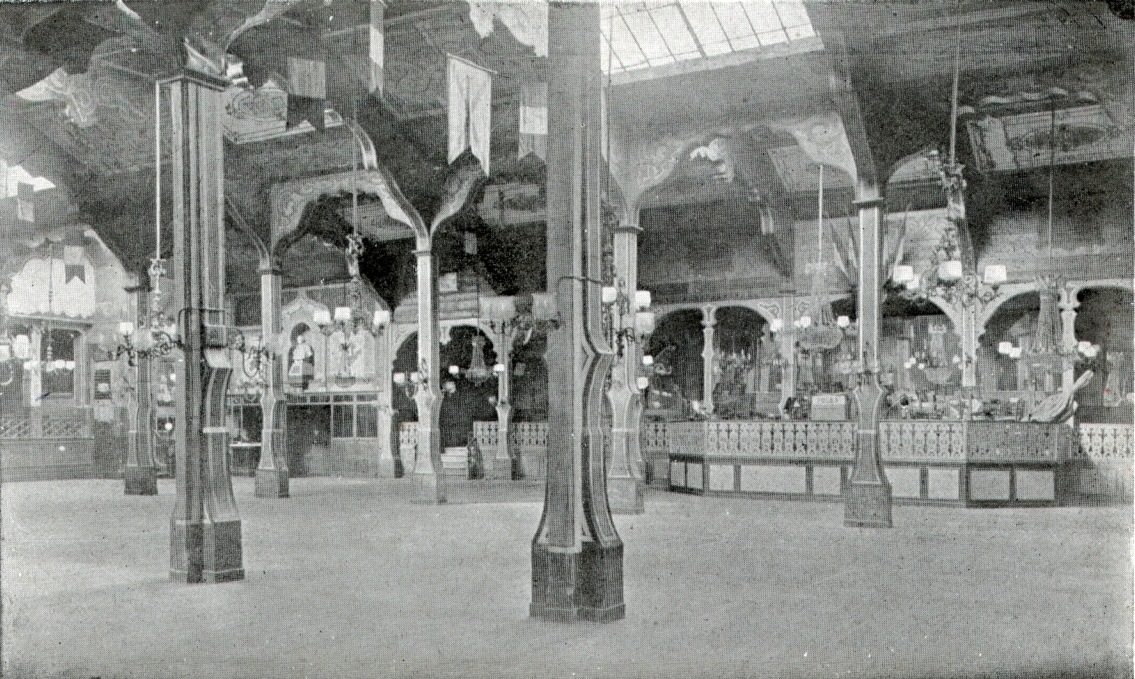
La salle de bal.

## Historique

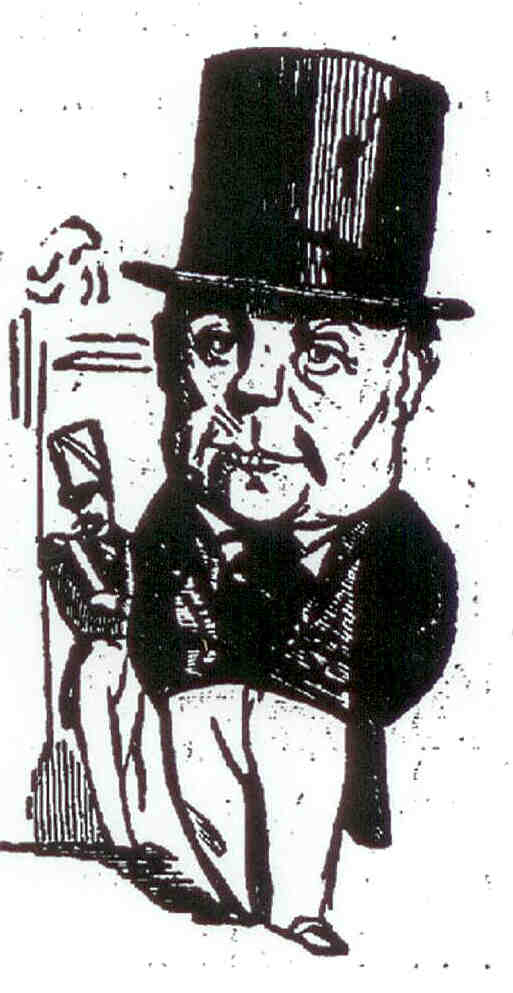
Portrait-charge de François Bullier en 1848.

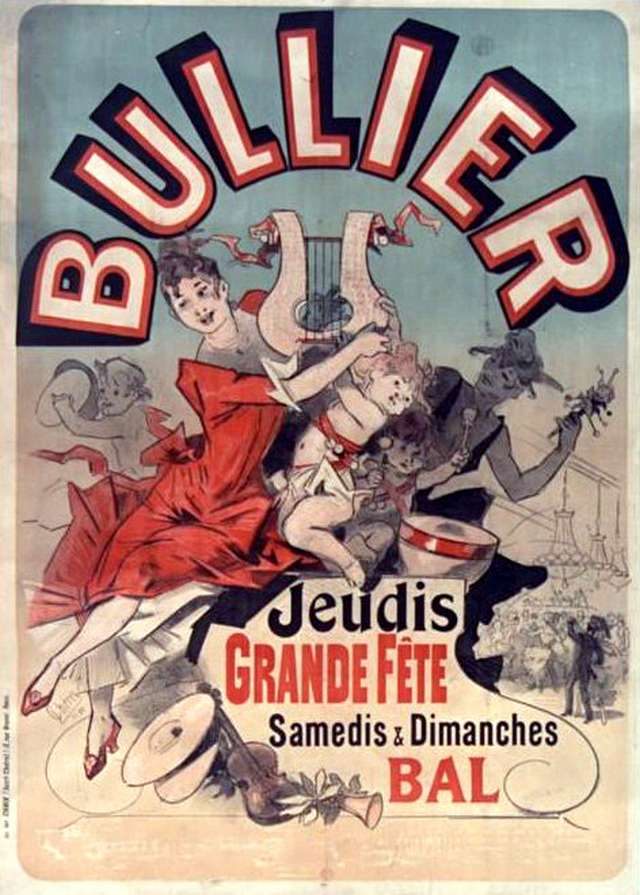
Affiche de Jules Chéret 1888.

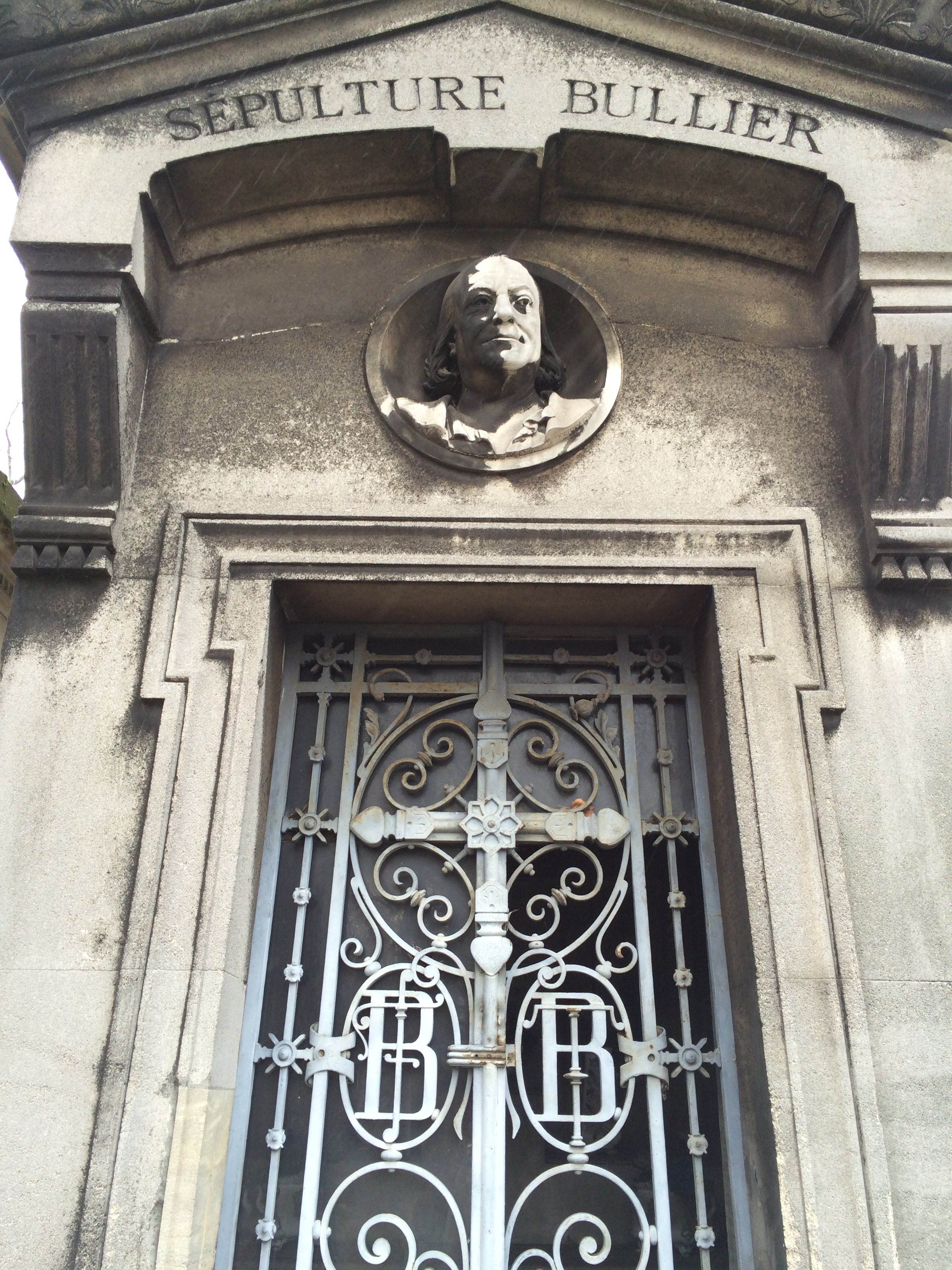
Tombe de François Bullier au cimetière du Montparnasse à Paris.

Le 16 avril 1847, François Bullier (1796-1869), ancien employé du bal de la Grande-Chaumière, et ancien directeur du Prado d'hiver (propriété de Monsieur Venaud), rachète le bal de La Chartreuse, alors à l'abandon au carrefour de l'Observatoire (aujourd'hui 31, avenue de l'Observatoire). Peu après (9 mai 1847) un autre (?) bal est ouvert au carrefour (du côté de l'actuel 6e arrondissement) sous le nom de Closerie des Lilas après plantation de 1 000 pieds de lilas. Ce nom a été choisi en écho à celui d'une pièce de théâtre qui fait fureur à ce moment-là : La Closerie des Genêts, de Frédéric Soulié.
Mais il sera surtout connu sous le nom de « bal Bullier ».
Son propriétaire continue à l'agrandir et en 1850 il en change la décoration. Il s'inspire de l'Orient et de l'Alhambra, en ornant les bosquets de lampes à gaz en forme de gerbes et de girandoles en verre de toutes les couleurs. On y propose des animations : le jeu de billard et le jeu de quilles, le tir à l'arc ou au pistolet. L'endroit est surtout réputé comme étant beaucoup moins cher que le bal Mabille et aussi par le fait que le bal est ouvert toute l'année. Clara Fontaine, Rigolette, Céleste Mogador y dansèrent d'une façon échevelée. La mazurka et la scottish remplaçaient le quadrille et la valse qui avait été supplantée par la polka et le chahut-cancan.
À cette époque, le bal Bullier ouvrait tous les jours, pour de la balançoire, des promenades dans les allées et les bosquets, et des jeux de plein air. À partir de 1859, le bal n'ouvre plus que les soirs des dimanche, lundi et jeudi et se recentre sur le bal.
Pendant la guerre de 1870, les locaux sont réquisitionnés pour héberger une ambulance, (une sorte d’hôpital de campagne).

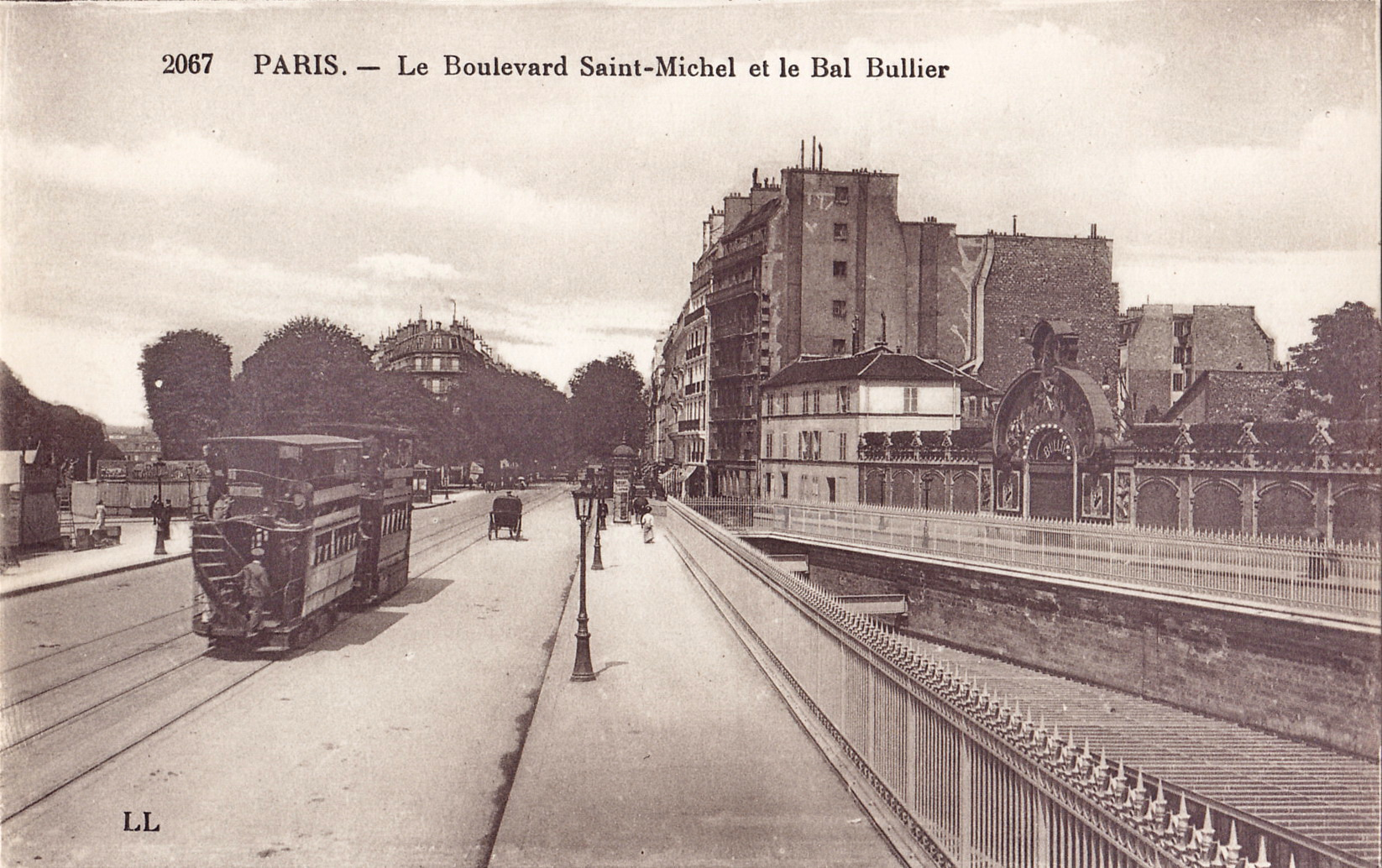
Vue générale de l'entrée du Bal Bullier, le long de la station Port Royal, alors sur la ligne de Sceaux

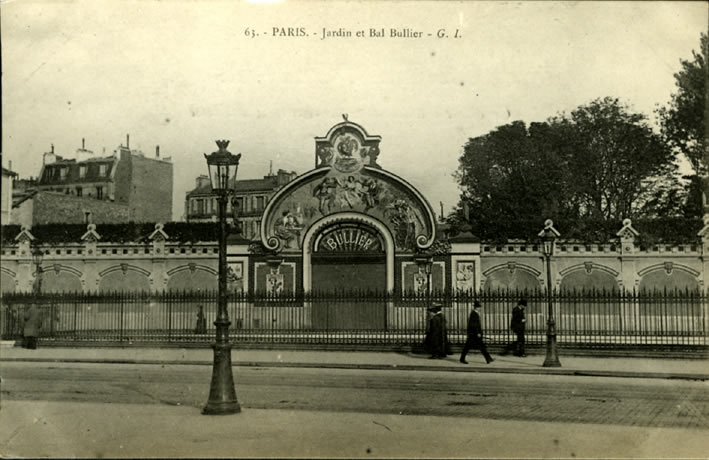
Jardin et portique style Belle Époque en céramique vitrée du Bal Bullier.

Le fronton monumental de l'entrée principale, un bas-relief en terre cuite sculptée et émaillée, est mis en place en 1895. Il représente un coq gaulois debout sur les emblèmes des Facultés. Avec, en dessous, inscrite la phrase latine Salvatit et placuit (Il sauve et apaise). Encore en dessous, sont représentées des scènes festives illustrant l'intérieur du bal. En particulier, au milieu, deux étudiants portant la faluche, encadrant une jolie jeune fille et dansant le cancan.

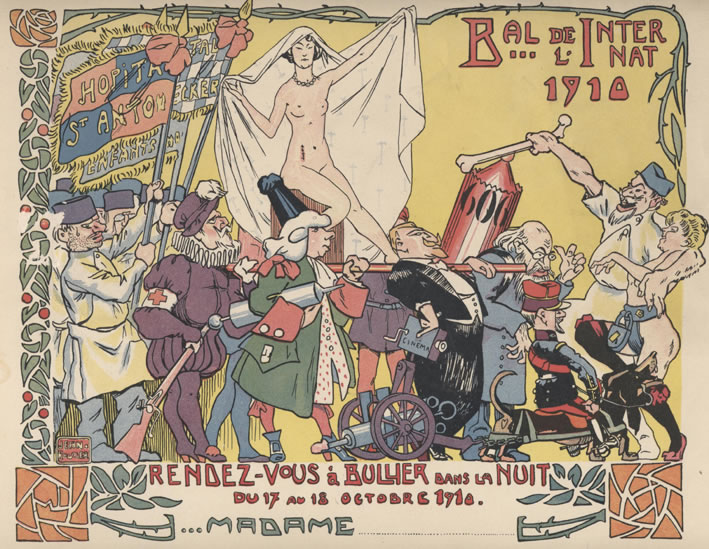
Une invitation à un bal étudiant à Bullier en 1910.

Le niveau du bal baisse avec les années et laisse de plus en plus place à de la prostitution.
Jusqu'en 1914, tous les jeudis Sonia Delaunay et son mari Robert se rendent au bal Bullier, dont Sonia fera plusieurs tableaux en 1913 : Le Bal Bullier conservé en Suisse, de moyen format, et Le Bal Bullier de Paris, de format panoramique (95 × 390 cm). Le « beau monde » s'y mêle aux midinettes. C'est là que Sonia porte ses premières robes simultanées et Robert un costume du même style conçu par sa femme. Les Delaunay font sensation en dansant le tango.
Guillaume Apollinaire fait du couple Delaunay au bal Bullier de véritables stars. Dans un article publié le 1er janvier 1914 au Mercure de France sous le titre Les Réformateurs du costume, le poète écrit : « Il faut aller voir à Bullier, le jeudi et le dimanche, Mr et Mme Robert Delaunay, peintres, qui sont en train d'y opérer la réforme du costume. L'orphisme simultané a produit des nouveautés vestimentaires qui ne sont pas à dédaigner. »
Le bal est réquisitionné pendant la guerre de 1914–1918 par l'intendance militaire pour la fabrication des uniformes. Il rouvre ses portes en 1920 sous les deux noms de Bal Bullier ou Closerie des lilas.
Il se convertit au tango et au jazz et suit l'influence du mouvement dada dans sa décoration et ses attractions.
Le bal Bullier a également servi de lieu de réunions.
Il ferme définitivement en 1940. Après la guerre, il est démoli et remplacé par le Centre Bullier, dépendant du CROUS et comportant divers services pour les étudiants, notamment une résidence et un restaurant universitaire qui porte toujours le nom de Bullier. Son adresse actuelle est 39, avenue Georges Bernanos, dans le 5e arrondissement et son nom officiel Centre Jean-Sarrailh. Un café restaurant voisin a pris le nom Le Bullier.

## Dans les arts

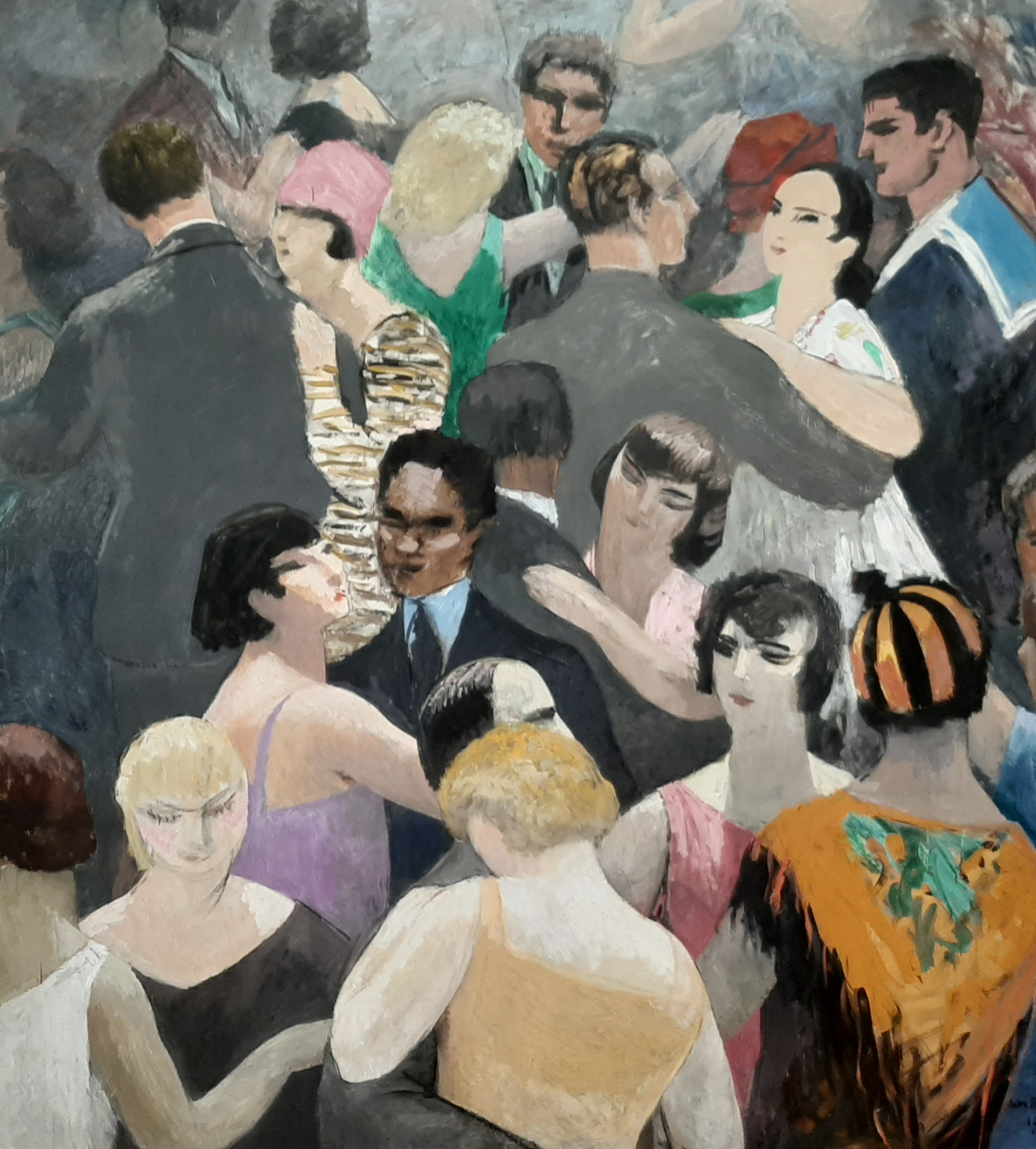
Jules Frandrin, Le bal Bullier, 1931, musée de Grenoble.

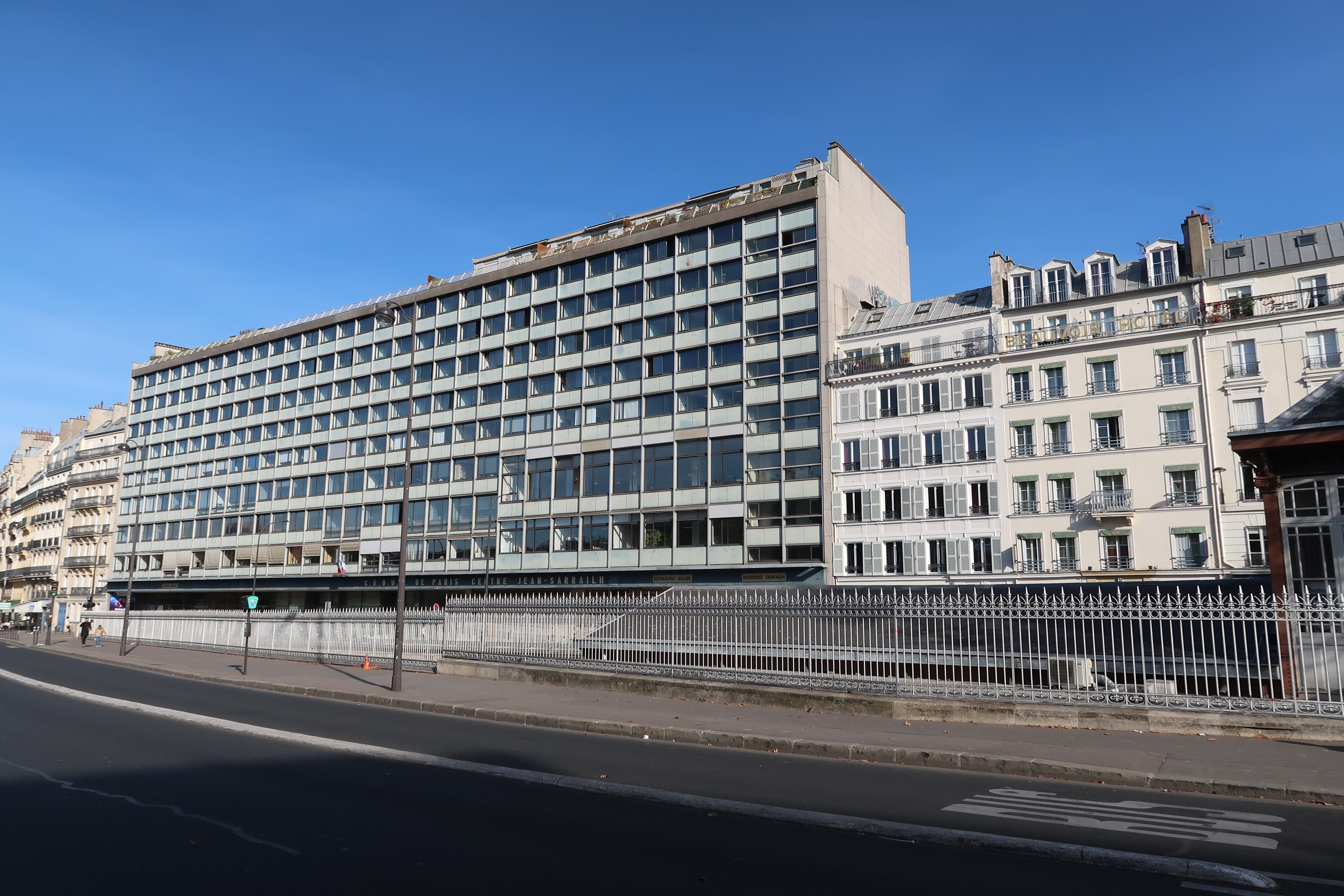
Le site de l'ancien bal Bullier, de nos jours.

- Une estampe de Charles Vernier (1831-1887), appelée À la Closerie des Lilas. La valse de Rosita montre ce fameux bal.
- Le Bal Bullier (1913) est une huile sur toile de Sonia Delaunay.
- Le Bal Bullier (1931) est un tableau de Jules Flandrin, conservé au musée de Grenoble.
- L'acte II de l'opéra La rondine de Giacomo Puccini se passe au bal Bullier.
- Dans À vau l'eau, Joris-Karl Huysmans décrit une scène de danse au bal Bullier.